# سن-زوتیک، کبک
سن-زوتیک (به فرانسوی: Saint-Zotique) شهری در منطقه شهری وودروی-سولانژ ناحیه مونترژی در استان کبک کانادا است. در سرشماری سال ۲۰۱۱ این شهر ۴٬۹۴۷ نفر جمعیت داشته‌است و مساحت آن ۲۴٫۲۴ کیلومتر مربع است.